# كلب الصيد (قصة قصيرة)
«كلب الصيد» (بالإنجليزية: The Hound)‏ هي قصة قصيرة بقلم هوارد فيليبس لافكرافت كتبها في سبتمبر 1922 ونشرت في عدد فبراير 1924 من مجلة حكايات غريبة. وهي تحتوي على أول ذكر في قصص لافكرافت عن كتاب العزيف (بالإنجليزية: Necronomicon)‏.